# Рафт (река)

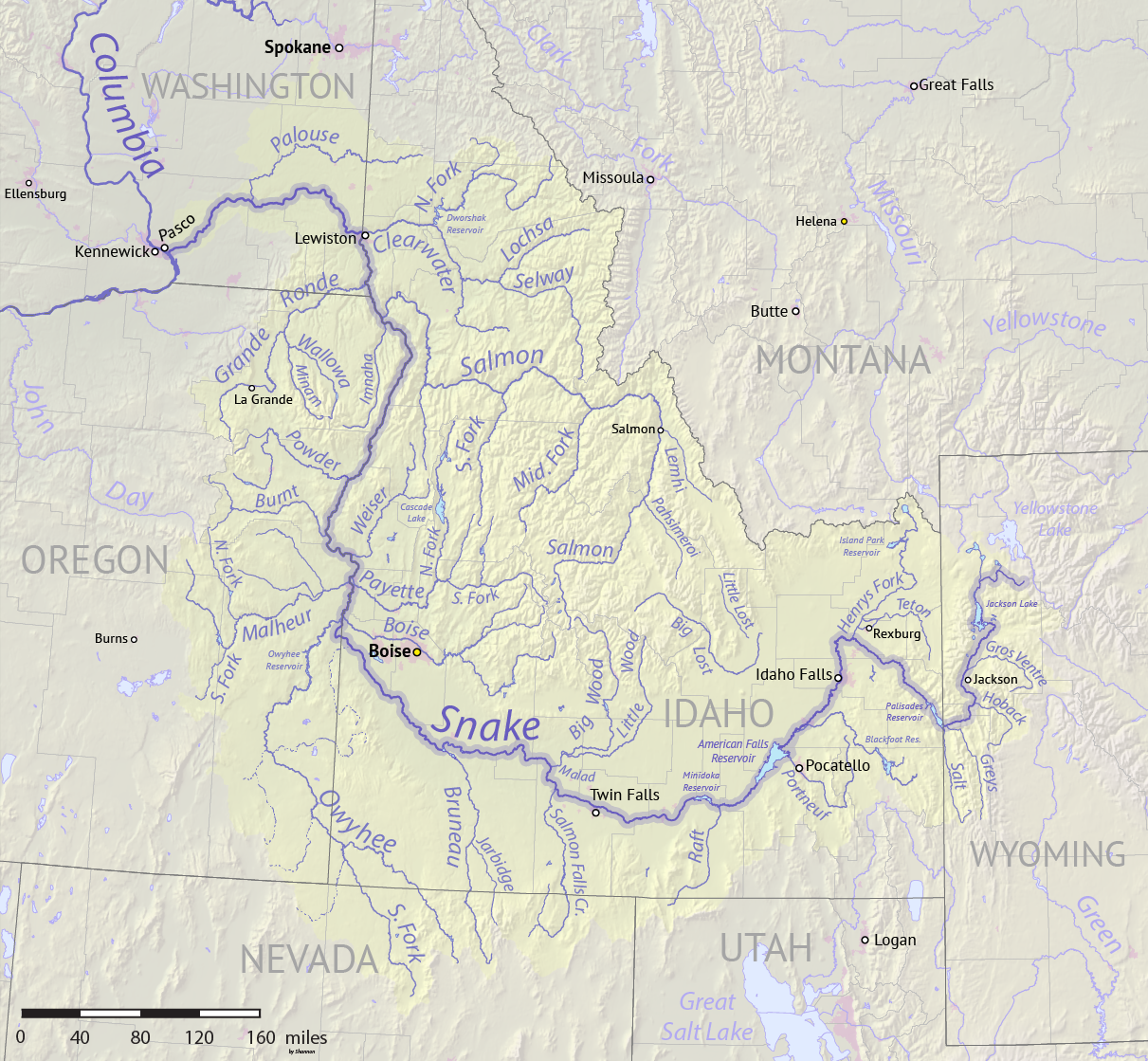
Рафт на схеме бассейна реки Снейк

Рафт (англ. Raft River) — река на севере штата Юта и на юге штата Айдахо, США. Приток реки Снейк, которая, в свою очередь, является притоком реки Колумбия. Длина составляет около 174 км. Площадь бассейна — 3901 км², более 95 % на территории Айдахо.
Рафт берёт начало на восточных склонах горного хребта Альбион, к юго-востоку от города Оаклей. Течёт главным образом в северном направлении и впадает в реку Снейк на территории округа Кассия. Высота устья — 1280 м над уровнем моря.